# Viiv
 (août 2024).
Si vous disposez d'ouvrages ou d'articles de référence ou si vous connaissez des sites web de qualité traitant du thème abordé ici, merci de compléter l'article en donnant les références utiles à sa vérifiabilité et en les liant à la section « Notes et références ».
 (décembre 2022).
Viiv (prononcer "vaïve") est un terme marketing de la société Intel, recouvrant une architecture matérielle pour PC, soumise à certification. En d'autres termes, Intel a émis une spécification et les constructeurs souhaitant s'y conformer doivent faire certifier leurs ordinateurs. Viiv désigne donc une architecture analogue à l'architecture pour ordinateur portable Centrino, mais à l'usage des ordinateurs de bureau.

## Description de la certification
- Processeur : Intel Pentium D, Intel Core Duo, Intel Core 2 Duo, Intel Core2 Quad ou Pentium Extreme Edition
- Chipset : Intel 955X Express, 945G Express, 945P Express, 945GT Express, 945GM Express ou 975X
- Connexion réseau filaire : Intel Pro/1000 PM, Pro/100 VE ou Pro/100 VM
- Audio : HD 5.1 au minimum
- Disque dur avec norme NCQ
- Télécommande
- Windows Media Center

## Bénéfices attendus
- Facilité d'accès au contenu audiovisuel (Pay-per-View, fonctions de magnétoscope numérique, son 7.1);
- Mise en marche et arrêt instantanés après le démarrage initial[2].

## Système concurrent
- AMD Live!